# 28 Dywizja Piechoty Armii Krajowej
28 Dywizja Piechoty Armii Krajowej im. Stefana Okrzei (28 DP AK) – wielka jednostka piechoty Armii Krajowej działająca od 20 września do 5 października 1944 w trakcie powstania warszawskiego. Patronem dywizji był Stefan Okrzeja, członek Polskiej Partii Socjalistycznej i Organizacji Bojowej PPS, uczestnik rewolucji 1905 roku, stracony za zamach na oficera policji.

## Historia
28 DP AK zorganizowana została w czasie powstania warszawskiego z oddziałów powstańczych walczących w ramach  Obwodu I Śródmieście. Dywizja została utworzona rozkazem Komendanta Armii Krajowej L.dz.7/III z 20 września 1944, oraz rozkazem organizacyjnym nr 32 Komendanta Okręgu Warszawskiego z 21 września 1944.
Dywizja pod dowództwem płk. piech. Franciszka Edwarda Pfeiffera, weszła w skład Warszawskiego Korpusu AK. Zdaniem historyka Krzysztofa Komorowskiego nowa struktura: 

miała na celu wystąpienie w formie regularnego wojska na czas wkroczenia Armii Czerwonej, a na wypadek niewoli niemieckiej uznanie praw kombatanckich

W dniach 4–5 października w wyniku kapitulacji oddziały dywizji wymaszerowały do niewoli.

## Skład
Na mocy rozkazu dowódcy okręgu Armii Krajowej w skład dywizji wchodziły:
- 15 Pułk Piechoty „Wilków” AK - dowódca ppłk. Franciszek Rataj „Paweł”;
  - Zgrupowanie „Chrobry II”
  - Zgrupowanie „Gurt”
  - Batalion „Rum”;
  - Batalion im. Sowińskiego;

- 36 Pułk Piechoty Legii Akademickiej AK - dowódca mjr Stanisław Błaszczak „Róg”
  - Zgrupowanie „Bartkiewicz” (w tym kilka oddziałów z dawnego Zgrupowania „Róg”, które przeszły ze Starego Miasta);
  - Zgrupowanie „Krybar”

- 72 Pułk Piechoty AK - dowódca ppłk. art. Jan Szczurek-Cergowski „Sławbor”
  - Batalion „Golski”;
  - Batalion „Miłosz”;
  - Batalion „Stefan”;
  - Batalion „Ostoja”.

- 28 pułk artylerii lekkiej - brak danych o jego organizacji;

W ramach dywizji działały również struktury 21 Pułku Piechoty „Dzieci Warszawy” AK, pod dowództwem ppłk. Stanisława Kamińskiego „Daniel” w skład którego weszły:
- Batalion „Zaremba-Piorun”
- Batalion „Ruczaj”
- Batalion „Radosław” w składzie (Oddział „Sokół”, oddział „Radosław”, 3 Batalion „Bełt”)[3]; Była to jednostka zorganizowana odrębnie od 21 Pułku Piechoty „Dzieci Warszawy” AK na Żoliborzu.

Według rozkazu Komendanta Okręgu AK z 3 października 1944, oddziały dywizji poszły do niewoli w następującej kolejności:
- 4 października o godz. 9.00 wymaszerował 21 pułk piechoty pod dowództwem ppłk. Stanisława Kamińskiego „Daniel”;
- 5 października ze Śródmieścia Południowego wymaszerował 72 pułk piechoty pod dowództwem ppłk. Jana Szczurek-Cergowskiego „Sławbor”. Do kolumny pułku dołączyła Komenda Główna AK,  Komenda Obszaru Warszawskiego, dowództwo 10 dywizji oraz oddziały NSZ; Tego samego dnia ze Śródmieścia Północnego wymaszerował 36 pułk piechoty, do którego dołączyły Komenda Okręgu oraz dowództwo i sztab 28 dywizji, oraz 15 pułk piechoty[4];.

Z oddziałów dywizji wyłączono batalion ochronny (asystencyjny) w składzie 3 kompanii, pod dowództwem ppłk. Franciszka Packa „Mścisław”, dla utrzymania porządku, zachowania bezpieczeństwa oraz ewakuacji szpitali. W skład batalionu weszły kompanie:
- Kompania (2 Kompania batalionu „Miłosz”, 72 pułk piechoty) – dowódca por. Edward Ładkowski „Kulawy”
- Kompania C ((8 kompania Batalionu „Kiliński”, 36 pułk piechoty)
- Kompania D (zbiorcza kompania „Kiliński”, 15 pułk piechoty) – dowódca por. Wacław Janelli „Jarząbek”.

Batalion pełnił swe funkcje do 9 października 1944.